# Benoît Broutchoux
Benoît Broutchoux, né le 7 novembre 1879 à Essertenne et mort le 2 juin 1944 à Villeneuve-sur-Lot, est un ouvrier et journaliste, anarchiste et syndicaliste, grande figure du mouvement syndical et libertaire dans le bassin houiller du Pas-de-Calais.
Il lui est arrivé de tenir meeting juché sur un bec de gaz. Il s'est longtemps opposé à Émile Basly, qu'il considérait comme un traître passé du côté des patrons.

## Biographie

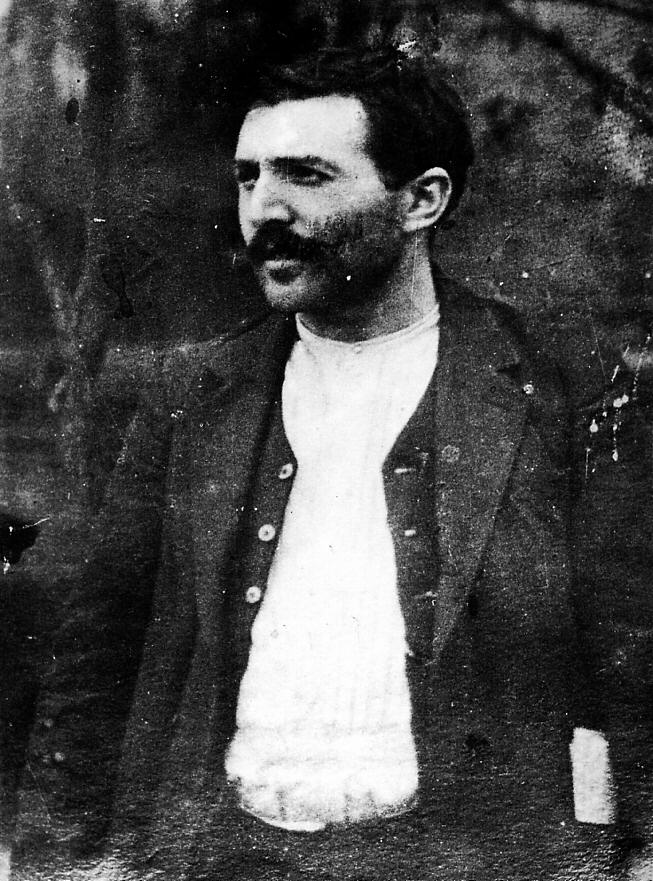

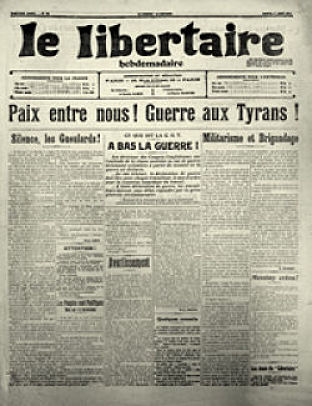
Le Libertaire du 1er août 1914, ultime numéro avant la Première Guerre mondiale.

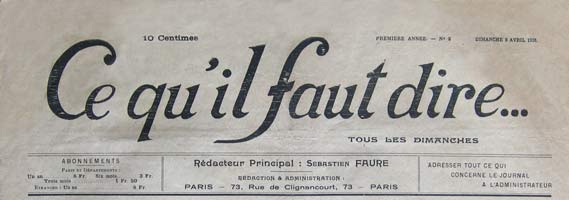
La manchette de Ce qu'il faut dire du 2 avril 1916.

Benoît Broutchoux naît à Essertenne, il est le fils de Sébastien Broutchoux, journalier, et de Lazarette Clair, journalière. Il est l'aîné d'une famille de huit enfants.
Il commence à travailler très jeune dans une ferme, puis à l'âge de 14 ans, il se retrouve comme mineur à Montceau-les-Mines, où il se blesse à une jambe. Il débarque en 1898 à Paris et travaille comme terrassier sur le chantier du métro. Il commence alors à fréquenter les milieux syndicalistes et anarchistes.
Il retourne à Monceau-les-Mines au printemps 1900 et continue de militer pour la cause anarcho-syndicaliste. Le 2 juin 1900, après la mort d'un métallo gréviste, Louis Brouillard, tué par la police, il prononce un violent discours lors de l'enterrement : il est arrêté et condamné pour « excitation au meurtre et au pillage, injure à l'armée, paroles outrageantes au gouvernement parlementaire ». À peine libéré, il est condamné pour avoir frappé un commissaire.
En cavale, il rencontre celle qui sera sa compagne, Fernande Richir, et vit désormais avec elle. Il réussit en 1902, à se faire embaucher sous un faux nom dans le bassin minier, à Lens. En octobre, une grève éclate pour obtenir la journée de huit heures. Il s'oppose au « vieux » syndicat des mineurs réformiste contrôlé par Émile Basly. Il est à nouveau condamné pour « atteinte à la liberté du travail » et « usurpation d'identité ».
Il sort de prison en 1903 et s'implique alors dans le « Jeune syndicat », la Fédération syndicale des mineurs du Pas-de-Calais et devient le rédacteur du journal « Le Réveil syndical » puis de « L'action syndicale ». Partisan de l'action directe et de la grève générale, il se rallie également aux thèses néo-malthusiennes et milite pour l'amour libre dont la voie avait été montrée par l'anarchiste américaine Emma Goldman.
Après la publication d'une série d'articles sur « la possibilité d'aimer sans enfanter », il est  condamné pour "outrages aux bonnes mœurs" à 20 jours de prison. Il est acquitté en appel.
Le 10 mars 1906, c'est la catastrophe de Courrières, qui cause 1 099 victimes. La grève déferle sur tout le bassin, les deux syndicats s'affrontent. Benoît est arrêté alors qu'il marche de la Maison du peuple de Lens, avec 2 000 grévistes sur la mairie de Lens.
Libéré à la fin du mois de mai, il devient gérant d'un café tout en continuant d'éditer l'« Action syndicale », grâce à une petite imprimerie.
En 1906, il participe au Congrès d'Amiens de la CGT avec Georges Dumoulin et Pierre Monatte. Les anarcho-syndicalistes mettent à mal la minorité guesdiste et font adopter la Charte d'Amiens, qui affirme la défense des revendications immédiates et quotidiennes et la lutte pour une transformation d'ensemble de la société en toute indépendance des partis politiques et de l'État. Cette charte est toujours revendiquée par  des syndicats français comme la CGT, la Confédération générale du travail - Force ouvrière, la CNT, etc.
En août 1907, il participe au Congrès anarchiste international d'Amsterdam, qui porta sur les rapports entre anarchisme et syndicalisme. Il vit une vive opposition entre Monatte et Errico Malatesta : Monatte défend un syndicalisme révolutionnaire, alors que Malatesta pense que le syndicalisme ne peut être que réformiste.
Peu avant le congrès, il échappe à la police à la suite d'une réunion agitée organisée pour protester contre l'arrestation de son ami André Lorulot. Les pandores le cueillent à son retour en septembre à son domicile. Il est à nouveau condamné avec Lorulot, pour « incitation de militaire à la désobéissance ». Il est également condamné en décembre 1909, pour avoir encouragé les grévistes du chantier du canal du Nord, ainsi que pendant l'été 1911, pour avoir soutenu la lutte des ménagères contre la vie chère. En janvier 1912, il écope d'un an de prison après avoir échappé au bagne. Il est amnistié en juillet.
Le 8 novembre 1914, à Montcenis, il se marie avec Fernande Marie Anna Richir (1883-1947).
En 1914, inscrit au Carnet B, la liste des principaux suspects anarchistes, il est arrêté, puis envoyé au front. En 1916, il est gazé lors d'une attaque allemande, et est réformé. Il est alors embauché comme chauffeur de taxi à la Compagnie générale des taxis. Il collabore alors au « CQFD » du pacifiste Sébastien Faure, puis au « Libertaire ».
Il participe au Congrès de Lille de la CGT, à Lille, en 1921, qui fait suite au Congrès de Tours du parti socialiste. Il est blessé par balle par un « camarade réformiste ».
En 1925, sa santé se dégrade et en 1931, son fils, Germinal, est tué par la police à l'âge de 26 ans.
En 1940, dans la misère, et malade, il se réfugie à Villeneuve-sur-Lot et y meurt le 2 juin 1944.

## Hommage
« Son anarchisme n'était pas doctrinaire. Il était fait de syndicalisme, d'antiparlementarisme, de libre pensée, d'amour libre, de néo-malthusianisme et de beaucoup de gouaille. Pour tous, amis et adversaires, il était Benoît, Benoît tout court. »

— Pierre Monatte, à propos de Benoît Broutchoux.
Une bande dessinée Les Aventures épatantes et véridiques de Benoît Broutchoux par Phil Casoar et Stéphane Callens est parue en 1979 (rééditée en 1993). Elle est dans le style des premières bandes dessinées des Pieds Nickelés, avec un texte narratif en dessous de chaque image.
Le Centre Culturel Libertaire de Lille a porté le nom de Benoît Broutchoux de 1987 (année de sa création à Fives) jusqu'en 1997 (année de son déménagement à Wazemmes).

### Vidéographie
- Phil Casoar, La rage de lire, TF1, 28 janvier 1981, voir en ligne.
- Extrait de FR3 Lille, 1er octobre 1993, à propos de la BD sur Benoit Broutchoux, voir en ligne.